# Gaëtan Bonnier
Pour les articles homonymes, voir Bonnier.
   François Xavier Louis Henry Gaëtan Bonnier  (Saint-Leu, 3 décembre 1857 - Le Cannet, Alpes-Maritimes, 29 octobre 1944), fut le premier général aviateur ou d'aviation de l'Armée française. Fils d'Eugène Constant Marc Bonnier (1818-1888) et de Marie Elisa Henriette de Pindray d'Ambelle, il est le frère du lieutenant-colonel Eugène Bonnier (1856-1894), surnommé « le conquérant de Tombouctou ».
Il est le grand-oncle de Fernand Bonnier de la Chapelle qui assassine l'amiral Darlan en 1942. Il épouse Mlle Conrad d'origine alsacienne et devient donc l'oncle par alliance de l'écrivain Paul Vialar (1898-1996).

## Arme
- Artillerie coloniale

## Grades
- 16/06/08 général de brigade des troupes coloniales
- 15/02/15 général de division des troupes coloniales

## Postes
- 24/04/08-12/11/10 commandant la brigade d'artillerie coloniale à Paris.
- 12/11/10-20/11/12 commandant supérieur des troupes du groupe de l'Afrique Occidentale Française.
- 20/11/12-11/04/13 en congé de fin de campagne.
- 11/04/13-24/06/14 membre du Comité technique du Génie.
- 15/11/13-24/06/14 membre du Comité consultatif de défense des colonies.
- 24/06/14-24/07/14 commandant de la 16e Division d'Infanterie et des subdivisions de région de Cosne, de Bourges, de Nevers et d'Autun.
- 24/07/14-05/09/14 commandant de la 19e Division d'Infanterie.
- 24/07/14-02/08/14 commandant des subdivisions de région de Guingamp, de Saint-Brieuc, de Rennes et de Vitré.
- 05/09/14-03/10/14 en disponibilité.
- 03/10/14-07/05/15 commandant de la 35e Division d'Infanterie.
- 07/05/15-28/06/15 en disponibilité.
- 28/06/15-27/07/16 commandant de la 16e Division d'Infanterie Coloniale.
- 27/07/16-27/10/16 en congé de repos de 3 mois.
- 27/10/16-12/12/16 en disponibilité.
- 12/12/16-28/04/17 président de la Commission de classement des candidats aux emplois réservés aux militaires et engagés et rengagés de l'armée active
- 01/05/17-24/12/17 commandant supérieur des dépôts des Troupes Coloniales
- 24/12/17-03/12/19 commandant supérieur des troupes du groupe de l'Afrique Occidentale Française
- 03/12/19 placé dans la section de réserve.

## Biographie
Gaëtan Bonnier est né à Saint-Leu de La Réunion le 3 décembre 1857. Comme son frère aîné, Eugène, il va choisir la carrière militaire et entrera à Polytechnique. Polytechnicien promotion de 1877, il participe comme officier d'artillerie de marine à la conquête du Soudan français. 
De 1883 à 1892, il se bat avec bravoure sous les ordres du Colonel Archinard. Blessé et décoré pour faits de guerre à Oussébungou en 1883, il est fait officier de la légion d'honneur en 1892, il a 35 ans. 
Rentré en France, il est attaché à la direction de l'artillerie au ministère de la Marine. Il apprend la mort héroïque de son frère Eugène Étienne (lieutenant-colonel) lors du siège de Tombouctou, le 15 janvier 1894 et décide de retourner au Soudan. 
Nommé chef de cabinet civil et militaire du Gouverneur général de l'Afrique-Occidentale française, (AOF), il se fait un devoir de ramener en 1896 les cendres de son frère Eugène et de ses hommes massacrés.  
Nommé Colonel en 1900, il enseignera à l'École supérieure de la Marine avant de diriger le laboratoire central de la Marine. Successivement il est inspecteur des fabrications d'artillerie navale, commandant de  2e Régiment d'Artillerie Coloniale puis commandant supérieur de la défense de Dakar.  
Il rentre en France pour commander le  3e Régiment d'artillerie coloniale, puis la brigade d'artillerie coloniale. Puis il va découvrir l'avion. 
Nommé général de brigade en 1908, il passe son brevet  de pilote, No 137. Gaëtan Bonnier devient ainsi le premier général aviateur de l'armée française. Nommé au commandement supérieur des troupes de l'AOF, il va révolutionner la tactique militaire en y introduisant l'aviation.  
Pendant la Première Guerre mondiale, commandant de la 19e Division d'infanterie du 7 juillet 1914 au 5 septembre 1914. Mobilisé dans la 10e RM. Transport par voie ferrée dans la région de Vouziers les Alleux. Couverture de Sedan, vers la Meuse. Engagé dans la bataille de Charleroi. Engagé dans la première bataille de Guise. Blessé le 19 août 1914 à Sains-Richaumont, en disponibilité du 5 septembre au 1er octobre 1914.  
Commandant de la 35e Division d'Infanterie du 3 octobre 1914 au 7 mai 1915, engagé dans la première bataille de l'Aisne. Occupation du secteur vers Moussy sur Aisne. 
En disponibilité du 7 mai au 30 juillet 1915. 
Il participe à la bataille de la Somme à la tête de la  16e Division Coloniale du 28 juin au 30 juillet 1916. 
Grand officier de la légion d'honneur sur le front en 1916, 
Relevé de son commandement à la suite des lourdes pertes de sa division d'infanterie. Il est surnommé "sème la mort", ayant la réputation de faire peu de cas de ses hommes. 
Président de la Commission des emplois. 
Commandant supérieur des éléments des troupes coloniales ne faisant pas partie des formations engagées du camp retranché de Paris. Il termine sa carrière en 1919 comme commandant des Forces de l'AOF. 
Après un pèlerinage à Fort Bonnier (fort de Tirailleurs Sénégalais situé à Tombouctou, édifié le 20 janvier 1894 par le Commandant Joffre qui reprit cette place des mains des Touaregs responsables de la mort de son frère le lieutenant-colonel Eugène Étienne Bonnier), il rentre en France pour s'adonner à l'écriture. Il meurt au Cannet, Alpes-Maritimes, le 29 octobre 1944

## Décorations

### Placard
|  |  |  |
|  |  |  |

### Intitulés
- Légion d'honneur : Chevalier (05/07/83), Officier (14/12/92), Commandeur (30/12/09), Grand Officier (11/01/16)[3]
- Croix de guerre 1914-1918
- Médaille interalliée de la Victoire
- Médaille commémorative de la Grande Guerre
- Médaille coloniale